# Chemin de fer de la Schynige Platte
Le chemin de fer de la Schynige Platte (SPB) (allemand : Schynige Platte-Bahn) est une ligne de chemin de fer à crémaillère suisse reliant, depuis le 14 juin 1893, Wilderswil à la gare de Schynige Platte, dans le canton de Berne.
La ligne a son origine en gare de Wilderswil, où elle donne correspondance aux trains des chemins de fer de l'Oberland bernois.
- la longueur du trajet est de 7 km et 260 m,
- le dénivelé est de 1403 m,
- l'écartement des rails est de 800mm,
- une crémaillère de type Riggenbach,
- la tension d'alimentation est de 1500 volts en courant continu,
- l'électrification a été effectuée dès 1914.

## Parcours
| Gares et haltes | Gares et haltes | Gares et haltes | Gares et haltes |
| --------------- | --------------- | --------------- | --------------- |
| Légende         |                 |                 |                 |
|                 |                 |                 |                 |
| Gare            | distance en km  | altitude en m   | Photo           |
| Wilderswil      | 0               | 584             |                 |
| Rotenegg        | 1,84            | 886             |                 |
| Breitlauenen    | 4,61            | 1 542           |                 |
| Schynige Platte | 7,26            | 1 967           |                 |

## Matériel roulant ferroviaire
| Matériel roulant        | Type et numéros            | Nbre | Année de construction | Constructeur(s)    | Places assises 2e classe | Remarque(s) | Photo |
| ----------------------- | -------------------------- | ---- | --------------------- | ------------------ | ------------------------ | ----------- | ----- |
| Locomotive à vapeur     | H 2/3 5                    | 1    | 1894                  | SLM                | -                        |             |       |
| Locomotives électriques | He 2/2 11-14 15-20 / 61-63 | 4    | 1910-1914             | SLM / Alioth / BBC | -                        |             |       |

## Galerie

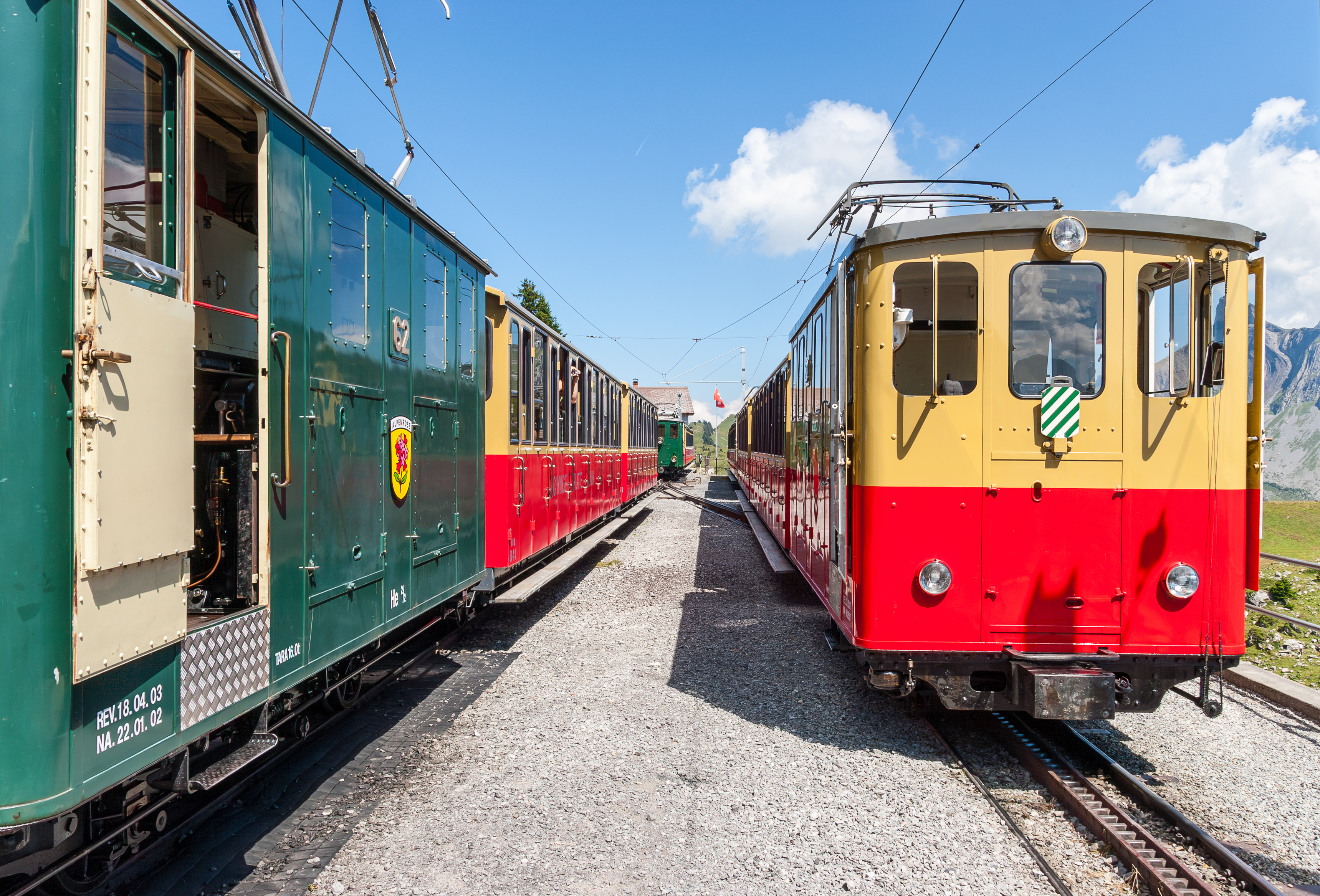
Station supérieure avec trains de la Schynige Platte-Bahn
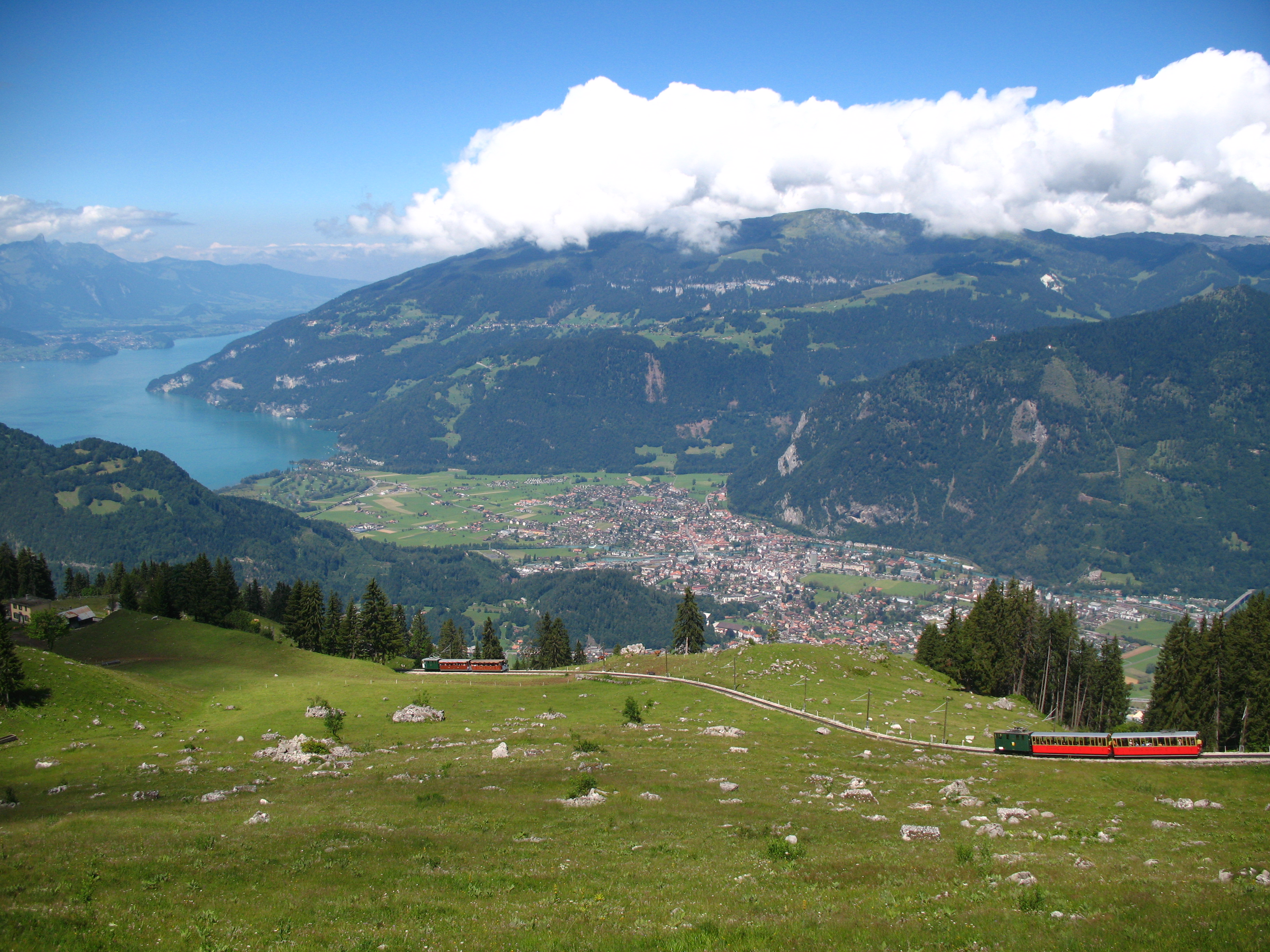
Vue sur Interlaken et le lac de Thoune depuis  le tracé de la Schynige Platte
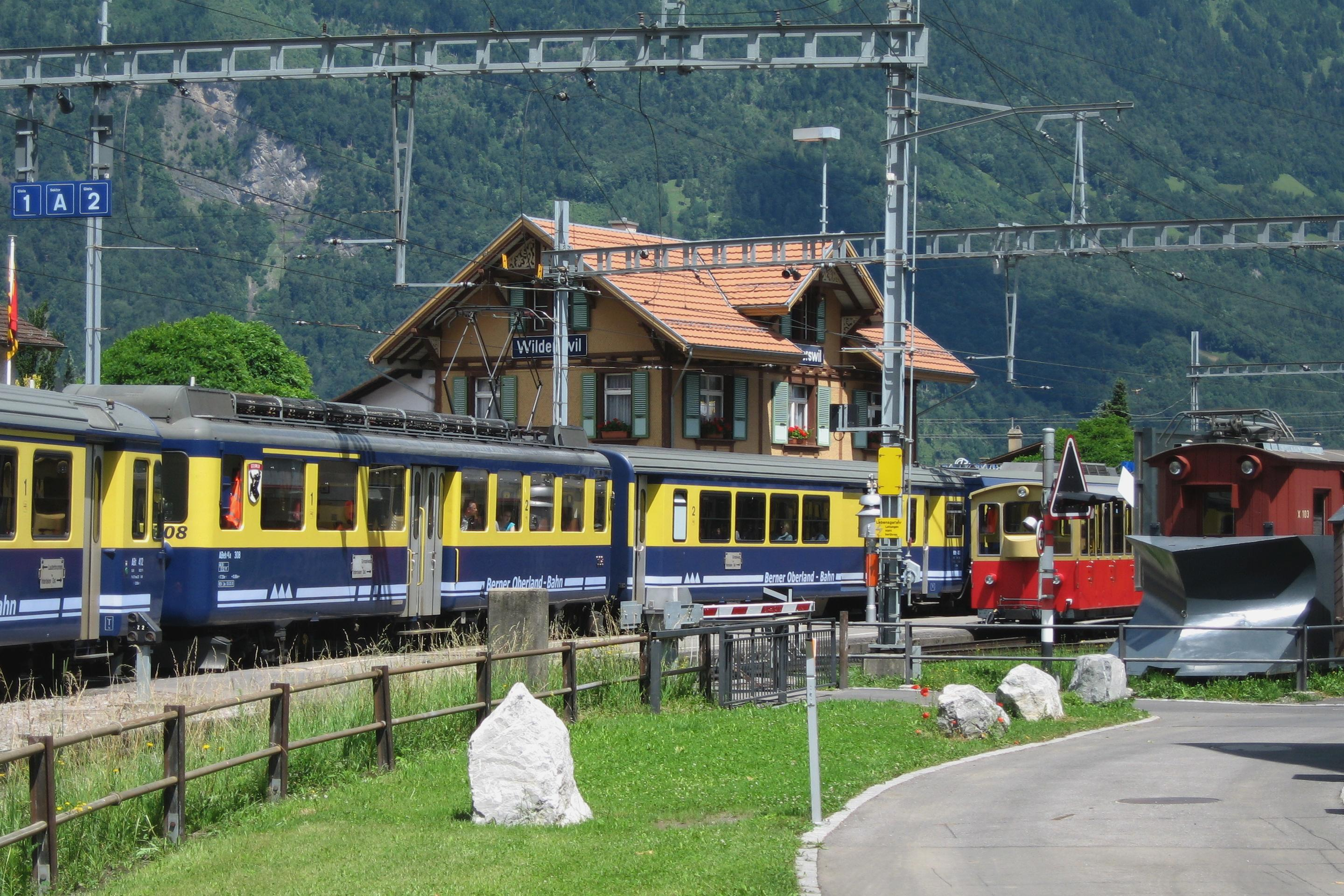
Wilderswil, gare de correspondance entre le BOB et SPB